# 増永吉次郎
増永 吉次郎（ますなが きちじろう、1884年（明治17年） - 没年不明）は、大正から昭和時代前期の台湾総督府官僚。澎湖庁長。

## 経歴
鹿児島県に生まれる。1903年（明治36年）7月、台湾総督府国語学校師範部を首席にて卒業し、公学校長を務める。1915年（大正4年）台南庁属となり、学務係長を拝命する。ついで台中州竹山郡守、同州大屯郡守、同州彰化郡守を経て、澎湖庁長に就任した。